# 布拉杰

北方邦传统分区，布拉杰位于西北部

布拉杰（又作），印度文化分区，位于亞穆納河流域，以北方邦馬圖拉縣、阿里格尔、阿格拉縣、哈特拉斯縣和沃林达文一带为核心，延伸到法魯卡巴德縣、迈恩布里县、埃塔縣，及哈里亚纳邦的帕尔瓦尔、巴拉布加尔、努镇，中央邦的莫雷納縣，及拉贾斯坦邦的德埃格县、婆罗多布尔县、格劳利县、托尔布尔县。布拉杰源自梵语 vraja，最早可见于梨俱吠陀，意为牛棚、牛栏。
布拉杰地区是神话中拉妲和黑天的出生地，分别在巴尔萨纳和马图拉，是印度黑天崇拜的中心。

## 延伸阅读
- Rupert Snell, The Hindi Classical Tradition: A Braj Bhasa Reader.  Includes grammar, readings and translations, and a good glossary.